# 自由民主党水産部会
自由民主党水産部会（じゆうみんしゅとうすいさんぶかい）は、自由民主党に設置されている部会である。

## 概要
水産庁が行う法案の作成、予算、税制、外交交渉などを取り扱う。
同党に設置されている水産総合調査会や捕鯨対策特別委員会は実質的に水産部会の下部組織とされている。

## 水産部会長
| 氏名       | 期間                           |
| 水産部会長 | 水産部会長                     |
| ---------- | ------------------------------ |
| 松村祥史   | 2013年9月17日 - 2014年9月19日  |
| 塚田一郎   | 2014年9月19日 - 2015年10月23日 |
| 長谷川岳   | 2015年10月23日 - 2016年8月24日 |
| 中西祐介   | 2016年8月24日 - 2017年8月22日  |
| 江島潔     | 2017年8月22日 - 2018年10月25日 |
| 伊東良孝   | 2018年10月15日 - 2019年9月24日 |
| 岩井茂樹   | 2019年9月24日 - 2020年10月6日  |
| 舞立昇治   | 2020年10月6日 - 2021年11月9日  |
| 長峯誠     | 2021年11月9日 - 2022年8月31日  |
| 滝波宏文   | 2022年8月31日 - 2023年9月29日  |
| 山下雄平   | 2023年9月29日 - 2024年11月25日 |
| 鈴木貴子   | 2024年11月25日 -               |